# Sorokpolány
Sorokpolány is een plaats (község) en gemeente in het Hongaarse comitaat Vas. Sorokpolány telt 842 inwoners (2001).